# Japski jezik
Japski jezik (ISO 639-3: yap), oceanijski jezik koji unutar nje čini posebnu skupinu. Govori ga preko 6 500 ljudi (1987 Yap census) u mikronezijskoj državi Yap.
Zbog kolonijalnih razloga bio je pod utjecajem španjolskog, njemačkog, japanskog i engleskog.

## Vanjske poveznice
- Ethnologue (14th)
- Ethnologue (15th)